# Poranga
Poranga este un oraș în statul Ceará (CE) din Brazilia.